# Weher Fledder
Das Naturschutzgebiet Weher Fledder liegt in der Stadt Rahden im Kreis Minden-Lübbecke. Es ist rund 66,9 ha groß und wird unter der Bezeichnung MI-010 geführt. 

## Lage
Das Gebiet liegt im Norden der Ortschaft Wehe, östlich der Kleinen Aue, die ca. 2,5 km nördlich des Gebietes in die Große Aue mündet, und westlich der Landesgrenze zu Niedersachsen.

## Bedeutung
Die Unterschutzstellung erfolgte wegen der Seltenheit und besonderen Eigenart der Fläche und zur Erhaltung und Wiederherstellung von Lebensgemeinschaften als Refugium für bedrohte und gefährdete wildlebende Tier- und Pflanzenarten.